# 邪魅の雫
『邪魅の雫』（じゃみのしずく）は、講談社から発行されている京極夏彦の長編推理小説・妖怪小説。百鬼夜行シリーズ第九弾である。
講談社からは2005年9月に発売と発表されたが、作者には連絡をせずに講談社が無断で発表したことだった。その時点では原作が未完成で、結局発売は1年ほど延期された。
単行本は通常版に加え、本作の舞台となった大磯・平塚地区限定で特別装丁版が発売された。

## 書誌情報
- 新書判：2006年9月、講談社ノベルス、ISBN 4-06-182438-4（大磯・平塚地区限定特装版 ISBN 4-06-182508-9）
- 文庫判：2009年6月、講談社文庫、ISBN 978-4-06-276371-4
- 分冊文庫判：2009年6月、講談社文庫、[上] ISBN 978-4-06-276372-1、[中] ISBN 978-4-06-276373-8、[下] ISBN 978-4-06-276374-5

## あらすじ
榎木津礼二郎と縁談のあった家々が、次々と破談を申し出てくる。また婚約者の一人の妹が大磯海岸で変死する。陰謀を疑う今出川欣一は、益田龍一に探偵調査を依頼し、益田は榎木津に伏せて調べ始める。
青木文蔵は、東京江戸川で商社社員が毒殺された事件を捜査していた。容疑者と目される男は行方不明。大磯の女学生毒殺と連続殺人認定され、またなぜか公安まで動いており、捜査は迷走する。青木は木場の助言から「特殊な毒」と目しており、中禅寺秋彦はかつて十二研で開発された毒があることを教える。
続いて、ある女性が毒殺され、「私」西田新造・江藤徹也・大鷹篤志の3人はそれぞれが彼女を喪失する。

## 登場人物

### 主人公たち
益田 龍一（ますだ りゅういち）
主人公の一人。薔薇十字探偵社の探偵助手。元神奈川県警の警察官。
今出川欣一の依頼で榎木津には内密にお見合いの破談に関する単独捜査を行い、暴行傷害事件の中でも警察沙汰になり難い性的暴行が何者かによって縁談候補者達に行われた可能性を疑う。榎木津の過去の女性関係を中禅寺に聞きに行ったのが契機で、関口と共に大磯平塚に赴く。
時系列は『百器徒然袋――雨』の「瓶長」と「山颪」の間にあたる。乗馬倶楽部に聞き込みに行った時に乗馬鞭を購入した。
青木 文蔵（あおき ぶんぞう）
主人公の一人。以前は警視庁刑事部勤務だったが、『塗仏の宴』事件の不祥事を受けて小松川署管内の派出所勤務となっている。
澤井健一毒殺事件で最初に現場に到着した。事件が連続殺人に発展したことを受けて、藤村刑事の根回しで捜査一係に異動。藤村の指示で斉藤と共に神奈川に捜査に向かい、元同僚の木下と連絡を取りつつ容疑者と目される赤木大輔を追跡する。
西田 新造（にしだ しんぞう）
主人公の一人。「私」。大磯の海辺にアトリエを構える画家。最近相模美術展に入選した。
西田豪造代議士の息子。石井寛爾警部とは幼馴染の学友だが、10年程会っていなかった。昔から病弱で、戦時中は結核を患い北陸の療養所に疎開していた。疎開前に住んでいた鎌倉の家は火事で失ったため、戦後は吉田茂邸の近くにある亡父の別荘に住み、親が残した多額の財産で生活している。
風景画専門だが、原田美咲の勧めで、宇都木実菜をモデルに人物画を描く。付き纏いに悩まされる彼女を慮り、実菜の名を伏せて石井に相談を持ち掛ける。彼女が来なくなって数日が経ち、彼女が殺されたことを知る。
江藤 徹也（えとう てつや）
主人公の一人。澤福酒店の住込店員。「真壁恵」の遺体の第一発見者。深く光の罔いとても不安な鉛のような色の瞳をしていて、目付きに多少険がある以外は、余り特徴のない凡庸な顔付きをしている。
以前は練馬で惣菜屋をしていたが、昭和27年に母が死んで店を畳み、縁故を辿って28年の4月から平塚に移住する。酒屋の店員だが下戸。
喜怒哀楽はあるがいつも大抵面白くないと思っていて、興味がなく如何でも好いことを聞かされると頭の内部が重たい泥土か金属で満たされ、頭が重くなるような錯覚に陥る。自身の愚鈍さを「鉛の詰まった木偶人形」と形容する。
大鷹 篤志（おおたか あつし）
主人公の一人。元長野警察の刑事。胡乱な馬鹿。倫理も道徳も弁え正義感も人一倍あり、ある程度の社会性も、記憶力も理解力も人並みにはあるが、複数の情報を関連付けて論理を構築し、纏めて順序立てることが出来ない。悪人ではないが善人でもなく、愚鈍で要領が悪く気も利かず、思い込みが激しく場の空気が読めない上、目下の者には無意識に高圧的な態度を執る癖がある。
「白樺湖新婦連続殺人事件」で知人が殺されたことにショックを受けて警察を辞め、故郷を離れる。放浪の末に大磯にたどり着き、世話になった真壁恵から「もう一人の真壁恵」の身辺警護を依頼される。しかし相手の行動が呑み込めてきたと云う自身の慢心と油断で警護対象から目を離してしまい、その隙に何者かに恵を殺害されてしまい、犯人だと疑われて大磯海岸の保養所で潜伏生活を強いられる。

### 主要登場人物
山下 徳一郎（やました とくいちろう）
神奈川県警察本部の警部補。『鉄鼠の檻』に登場した。益田の元上司。箱根山の事件を経て縄張り意識や出世欲は薄れ、以前より物腰が柔らかくなった。
連続毒殺事件合同捜査本部の、神奈川側の責任者。宇津木実菜毒殺事件で、江藤に事情聴取をする。榎木津の縁談に関する調査で平塚を訪れていた益田や関口と再会する。
事件同士の関わりが全く見えず、「何一つ筋が通らない」連続毒殺事件に苦戦しており、益田と関口に「邪悪な魔物が飛び回って、不幸を呼び寄せているよう」「筋を通そうとすると、妖怪なんかを想像せざるを得なくなる」と弱音を吐く。
中禅寺 秋彦（ちゅうぜんじ あきひこ）
古本屋で神主で拝み屋。
戦時中は秘密施設であった陸軍第十二研究所に所属していたため、事件で用いられた毒薬の正体を知っており、青木にその情報を伝える。また益田には「榎木津がかつて交際していた女性」の名前を教える。終盤では、大鷹の元上司である長野警察の楢木警部補の依頼で、事件関係者から憑物落しを行う。
関口 巽（せきぐち たつみ）
不運な小説家。長野で起きた花嫁連続殺害事件が契機で1年越しに出た自分の書評で酷評されて、中禅寺に泣き言を言いに京極堂へ来ていた時に益田から榎木津の過去の女性関係について問われる。その後個別に縁談の裏で連続暴行事件が起きている可能性を聞かされ、小説家として行き詰まっていたこともあり、気分転換も兼ねて益田と共に神奈川へ捜査に赴く。長野の事件の時に大鷹篤志と面識がある。『今昔画図続百鬼』の邪魅の解説文を引用する。
榎木津 礼二郎（えのきづ れいじろう）
私立探偵。益田には伏せられていたが、単独で大磯に来て、江藤徹也と遭遇する。
主要登場人物は百鬼夜行シリーズを参照。

### 縁談関係者（益田）
宇都木 実菜（うつぎ みな）
一人目の縁談相手。榎木津の上官でもあった海軍大佐で宇都木海運前社長・宇都木幸三郎の娘。母は15歳の時に、父は2年前に亡くなって居るが、父から相続した遺産や親類達の庇護もあり経済的には余裕があった。前向きで自立心が強く真面目な性格で、陶磁器蒐めの趣味を活かして輸入食器の店舗を出そうと計画していた。
縁談中に突然失踪し、破談となる。その後の境遇は後述。
福山 幸子（ふくやま さちこ）
二人目の縁談相手。突然縁談を断り、その後は勤めていた父親の会社も休職して、家に引きこもっている。
来宮 秀美（きのみや ひでみ）
三人目の縁談相手。妹は小百合。23歳。
見た目は清楚で近所の評判も頗る良く、実家は旧華族の男爵と家柄も申し分なく、製紙会社を興して羽振りも良い。趣味は乗馬。乗馬倶楽部で怪しい男に付け回されていたという目撃情報がある。
6月初めから人前に姿を見せなくなり、7月の頭に見合いの延期を申し入れたが、小百合が毒殺された後で正式に縁談を断った。
今出川 欣一（いまでがわ きんいち）
榎木津礼二郎の母方の従兄。会計士。榎木津家の家長や次男のような奇人とは対照的な「普通」の人物。
結婚して堅実に生活するのが親孝行だと礼二郎に縁談を勧めていたが、実際に見合いをする前に立て続けに中止になるため、何者かの妨害工作を疑う。来宮小百合の死亡事件を知って自分が縁談を勧めたせいで奇禍にあったのではないかと気に病んで、「何か邪悪な陰謀があるかもしれない」と相手の身辺調査を益田に依頼する。
なお、2007年の実写映画版『魍魎の匣』に映画会社の社長という設定で登場している。
神崎 宏美（かんざき ひろみ）
戦前榎木津と交際していたという女性。性格の所為で女性との関係が続かない榎木津と唯一長く交際し、徴兵がなければ結婚していたかもしれないと云う程に深い関係だったのだが、榎木津の出征に伴い離ればなれになる。交際の事実を知っていたのは中禅寺だけで、戦中戦後の消息は不明。

### 毒殺事件関係者（青木）
澤井 健一（さわい けんいち）
一人目の毒殺被害者。宮川商事と云う神保町にある倒産寸前の小さな商社に勤める商事社員。
戦時中は防疫給水部隊に所属し、満州に派遣されていた。5年前の帝銀事件で取り調べを受けており、事件容疑者として勾引されたことで勤めていた有楽町の宝飾店を馘にされ、以来酒に溺れてアル中となり、転職後も容器に入れた酒を携帯し、仕事中に隠れて常時酒を飲んでいた。また公安の郷嶋刑事にマークされている。
8月20日午後6時前後、江戸川の今井橋付近で毒殺される。1箇月程前から私用と称して頻繁に会社を抜けて外出していたらしく、給料の支払いが2箇月程滞っていたにも拘らず、財布には8000円と云うそれなりの額の現金が入っていた。また、「シズカ」か「シズコ」と云うガールフレンドの存在が確認されている。
来宮 小百合（きのみや さゆり）
二人目の毒殺被害者。来宮秀美の妹。山の手の女学生。16歳。利発で素直、勝ち気で曲がったことが嫌いな真っ直ぐな性格。趣味は姉と同じく乗馬。姉妹仲は良く、親も親類縁者も善良な者ばかりで、相続や嫉妬怨恨の線も全く見えて来ない。
澤井が殺害された日に失踪して、1週間が経過した8月27日午前11時頃に東京から遠く離れた大磯海岸で毒殺される。
赤木 大輔（あかぎ だいすけ）
ヤクザの下っ端。栃木出身。36歳。貧相に身体は痩せているが、短く買った髪を逆立てて、顔は丸く額は広く、二重瞼の切れ長の眼がやけに目立ち、口の周りだけ髭が濃い、特徴のある顔付きの男。女好きだったとされる。
もとは北関東を拠点とする広域暴力団の組員だったが、兄貴分の女と一緒に遁げようとしたのが事前に暴露て、落とし前をつけるために回されたヤバい仕事でドジを踏んでしまい、小指を1本詰めて神楽坂の山代会という組の預りとなった。
澤井が殺害された当日には現場をうろつき誰かを尾行する姿が目撃されていること、名前は違うが被害者の交際相手らしき女性とよく似た「ミナ」と云う女性を2週間前に引っ掛けていたこと、事件当日から失踪していることなどから、小松川署では有力な容疑者と見ていた。小百合との接点がなかったために表向きは連続毒殺事件の容疑者から外されるが、その後の調査で彼女と一緒に買い物をしていたと云う証言が出た。

### 大磯平塚の住人
宇津木 実菜（うつぎ みな）
西田画伯の新作のモデル。見知らぬ男に付き纏われて婚約が破談となり、真壁恵を頼って平塚に逃れてくる。
昭和28年1月下旬に「真壁恵」を名乗り「すみれ荘」に入居、3月までの2箇月弱ばかり澤福酒店の手伝いをした後、西田のアトリエでモデル役となる。退職後も澤福とは縁が続いており、西田家で貰う野菜をお裾分けしていた。9月5日の午前7時30分から8時の間に、すみれ荘の自室で毒殺され、三人目の毒殺被害者となる。
原田 美咲（はらだ みさき）
横浜の画商。住所は東京都世田谷となっているが、婚約者が事業に失敗して負債を抱え、連帯保証人として実家の土地家屋を売却して借金をほぼ完済した後、婚約を解消して両親を武蔵野の親類に預けて大磯に移り住んだらしい。絵を扱うために頻繁に西田の元を訪れており、西田に絵のモデルとして宇津木実菜を紹介する。
真壁 恵（まかべ めぐみ）
高田屋の住込従業員。原田美咲の幼馴染み。宇津木実菜の境遇に同情し、名前と住居を貸す。また大鷹に住居と仕事を提供する。
松金 あやめ（まつかね あやめ）
故西田豪造代議士の第2秘書の娘。小柄で脳天を突き抜けるような高い声を出す。聡明で頼りになる。本人曰く、地元では相模原小町と謳われているとのことで、云い寄って来る男は何人も居るらしい。父は出征して戦死して、母は実家に引っ込んで農家をしている。
豪造の通夜の晩に母から新造の手伝いをするよう云い付けられ、以来3年余、手間賃や給料を受け取ることもなく、毎週火曜日に1週間分の食材や生活物資、画材などを調達して西田邸にやって来る。
大仁田 良介（おおにた りょうすけ）
松金家のトラック運転手。丸顔で背が高く、くたびれた襯衣に汚れた国民服と云う、浮浪者ではないがあまり綺麗ではない身態をしているものの、誠実で配慮がある中々有能な人物。あやめと共に、西田新造の身の回りの世話をする。
澤村 喜助（さわむら きすけ）
「澤福酒店」の店主。第一発見者となった江藤に捜査協力するよう命じる。
澤福の女将
「澤福酒店」の女将。饒舌な性格。真壁恵を気に入っている。彼女の死を悲しみ、偽名と知っても穿鑿しない。
後藤 なべ（ごとう なべ）
旧岩崎製薬の保養所の近くで雑貨屋「後藤商店」を営む老婆。夏の稼ぎ時が終わった8月27日から、姉の命日に合わせて甥が住む江ノ島に行っていた。江ノ島行きの4、5日前に小百合らしき少女が鍋を買いに来たと証言する。
熊本 順平（くまもと じゅんぺい）
平塚の商人宿「高田屋」の主人。
岩崎 宗佑（いわさき そうすけ）
故人。明治時代から続いた「岩崎製薬」の最後の社長で、平塚から大磯にかけて沢山土地を持っていた素封家。保養所や個人的な馬場などの施設も数多く所有していた。開戦直後に岩崎製薬を畳んでから自殺し、一人娘は下請け会社の社長と駆け落ちしたので勘当し、その後2人とも病死していたため、孫娘を相続人として不動産とそれ以外の財産を換金した莫大な遺産を受け継がせた。死後、馬場の管理運営は乗馬倶楽部に譲渡されている。
西田 豪造（にしだ ごうぞう）
故人。西田新造の父親。生前は代議士だったが、3年余前に既に病死している。非常に多忙で、病弱で入院加療の多かった長男とは縁が薄く、息子は政治家にならなかったため、地盤は第1秘書が引き継いだ。
神崎 礼子（かんざき れいこ）
平塚乗馬場の調教師。美人で気品もあり真面目で物腰も柔らかいので評判は良い。岩崎宗佑の遺産相続人の紹介で就職したらしい。来宮姉妹とは仲が良かった。

### 警察
郷嶋 郡治（さとじま ぐんじ）
東京警視庁警備二部公安一課四係の刑事。目付きが鋭く木場ほどではないが人相は悪い。中禅寺や木場とは知り合い。
アナボルやテロリスト専門で特高から滑って来たと云われているが、実際は内務省の特務機関山辺班で陸軍中野学校の創立を隠密裏に推進していた。巣鴨辺りに収監っていても好いような凶悪人物らしく、執拗くて肚黒いので「蠍の郡治」と呼ばれて公安の中でも嫌われている。
「特殊な毒薬」を回収破棄する任務を帯びている。澤井健一をマークしていた。
藤村（ふじむら）
東京警視庁小松川署の老刑事。小松川署一の古株で、階級こそ高くないが署内で一番人望と信頼を集めていて、刑事部長や署長より頼られている。
青木を交番勤務から捜査一係に異動させ、青木と斉藤を神奈川に行かせる。
斉藤（さいとう）
東京警視庁小松川署捜査一係の新米刑事。藤村の部下。青木と共に神奈川に行く。
渋沢（しぶさわ）
連続毒殺殺人事件の捜査管理官。官僚的で頭が固い。警察上層部から「毒の出処を探るな」と命令を受けている。
北林（きたばやし）
東京警視庁の刑事部捜査一課課長。公安二課に異動した大島剛昌の後任。所轄時代は藤村に鍛えられた。
島田（しまだ）
東京警視庁捜査一係の係長。澤井健一殺害事件の捜査本部長を担当する。
相沢（あいざわ）
神奈川県本部の刑事課課長。山下の上司。
崎坂（さきさか）
神奈川県本部の刑事。山下の部下。巡査部長。現場叩き上げの刑事。坊主頭で目付きが悪く、顔も物腰も怖い。
亀井（かめい）
神奈川県本部の刑事。山下の部下。かつての益田の後輩であり、事件捜査中に益田と再会する。
茶川（さがわ）
平塚署の刑事。箱根山の事件で失敗した山下が、汚名を返上するために躍起になっているのではないかと危惧する。不審な男が「真壁恵」を監視していたと云う情報を掴む。
川上（かわかみ）
交番勤務の巡査。
小田（おだ）
交番勤務の巡査。
石井寛爾（いしい かんじ）
神奈川県津久井警察署の署長。過去作にも登場した準レギュラー。
冒頭、西田新造から相談を受ける。脇役的な登場であり、毒殺事件の捜査には関わらない。
木場修太郎（きば しゅうたろう）
青木の先輩刑事で、榎木津や中禅寺の友人。シリーズレギュラー。青木と同様に暴走行為の処分を受け、巡査に降格のうえ麻布署に転属している。
直接事件には関わらないが、澤井殺害事件の捜査方針に納得が行かない後輩の青木から相談を受ける。

## 用語
邪魅
本作における妖怪・憑き物。
事件のあまりの筋の通らなさに、山下警部補は「邪悪な魔物がいるような気さえする」と零すと、関口は邪魅と答え『今昔画図続百鬼』の解説文を引用する。
「しずく」
本作における凶器。特殊な有機青酸毒。常温で揮発し酸と反応して青酸ガスを発生させるため扱い難い既存の青酸カリや青酸ソーダと異なり、常温で安定性が高く、無味無臭、透明で即効性があり、致死量が青酸カリの3分の1の0.5ミリグラム、しかも皮膚から浸透させることが可能で、血中のヘモグロビンと結合し、急激な呼吸不全と心臓の筋肉収縮を引き起こし、凡そ2分程度で死に至る。そのため、「飲ませなくても」「皮膚に垂らすだけで」人を即死させられるので、素人でも扱い易い。
理論上は完成したが、開発は敗戦前に中止されたので、実験も生産もされず、研究成果が破棄されたはずの、存在しないはずの毒物。名前は陸軍の暗号名であり、中禅寺秋彦は十二研絡みで知っていた。公安の郷嶋郡治は回収破棄の密命を帯びており、その任務を「幽霊退治」と表現した。
大磯平塚連続毒殺事件
昭和28年8月下旬から東京及び神奈川で発生した毒殺事件。遺体からはシアン化カリウムが検出されており、青酸加哩に類する青酸化合物による中毒死であると判断された。
第1の事件は宮川商事に勤める澤井健一が8月20日の午後6時頃に江戸川河川敷で殺害された「商社社員殺人事件」で、他殺の線も睨んで本庁が乗り出して来ただけでなく、公安一課も捜査に参加する。第2の事件はその1週間後の27日午前11時頃に大磯町の海岸で来宮小百合が殺害された「女学生殺人事件」で、同様の手口であったことから連続殺人として警視庁と神奈川県警察の合同捜査本部が立ち上げられた。その後、真壁恵を名乗って平塚で生活していた宇津木実菜が、9月5日の午前7時30分から8時の間に自室で同一の毒を飲まされて殺害されるが、名前も前の住所も出鱈目だったため身元不明として処理される。
小松川署では赤木大輔を有力な容疑者として捜査していたが、合同捜査本部が置かれてからは女学生との接点が見当たらず、表向きは容疑者候補から外された。